# Nottz
Dominick J. Lamb, mais conhecido pelo nome artístico Nottz, é um produtor musical autodidata americano, que se destaca por ter criado a parte instrumental (beat) de diversas músicas de Hip Hop para artistas como: Busta Rhymes, Snoop Dogg, The Game, Lloyd Banks, The Notorious B.I.G., Pusha T, Scarface e J Dilla.

## Biografia
Nottz nasceu em Norfolk, Virginia e iniciou sua jornada na produção musical relativamente jovem. Alguns dos primeiros trabalhos de produção de Nottz foram na compilação da Rawkus Records no disco Lyricist Lounge, Volume One, que foi lançado em 1998. Depois disso, ele produziu três músicas no disco do Busta Rhymes intitulado Extinction Level Event (Final World Front), depois que Rhymes escutou uma fita de beats do Nottz.
Como muitos outros produtores de Hip Hop que surgiram antes dos anos 2000, Nottz utiliza vários samples de discos antigos de vinil, principalmente do gênero Soul e trilhas sonoras de filmes para criar os seus beats. 
O Dr. Dre nomeou Nottz como um de seus produtores musicais prediletos e o selecionou como um dos poucos produtores convidados em seu muito atrasado, mas antecipado álbum Detox, que infelizmente nunca foi lançado.
Nottz ajudou na produção do segundo álbum do cantor Bilal, Love for Sale. Pode-se observar que Nottz possui um grupo chamado D.M.P., que significa Durte Muzik Prahdukshun. Em 2004, eles lançaram um EP, pela Koch Records, intitulado Nottz Presents D.M.P., e em 2005 um álbum intitulado God Made Durt.
Em 2010, Nottz lançou seu primeiro álbum solo, You Need This Music, utilizando a sua própria gravadora Raw Koncept Music. O álbum conta com Nottz como MC e também como produtor musical. 
Nottz também trabalhou com o rapper Asher Roth no disco Rawth EP, lançado como um download gratuito em 27 de dezembro de 2010 pelas gravadoras Raw Koncept Music e School Boy, respectivamente.
Em 2011, Nottz trabalhou com The Game em seu quarto álbum The R.E.D. Álbum, depois de ter três de suas batidas nos dois álbuns anteriores do The Game Doctor's Advocate e LAX. 
Em 15 de junho de 2012, Nottz e Kardinal Offishall lançaram o álbum colaborativo Allow Me to Re-Introduce Myself, que foi oferecido como um download gratuito.
Em 2013, Blu e Nottz Raw lançaram um EP colaborativo intitulado Gods in the Spirit.

## Características musicais
Nottz tem como principal característica e especialidade o uso de diversos samples em seus beats. Geralmente alterando o tom do sample e retalhando pequenos trechos de outras músicas, suas produções novas acabam deixando muitas vezes as músicas originais utilizadas totalmente irreconhecíveis. Ele também adiciona aos samples picotados baterias eletrônicas com um swing distinto. Normalmente, ele utiliza como principais ferramentas uma Maschine da Native Instruments, um Ensoniq ASR10 e um toca-discos de vinil para efetuar a captação dos samples.
O baixo (bassline) criado por Nottz em seus beats possui uma caractéristica única e, normalmente, está bem destacado e presente.

## Produções

### Álbuns Solo
| Album information                                                |
| ---------------------------------------------------------------- |
| Nottz Presents DMP - Lançado em: 2003 - Selo: Teamsta Records    |
| You Need This Music - Lançado em: 2010 - Selo: Raw Koncept Music |